# SU Ursae Majoris
SU Ursae Majoris, auch SU UMa, wurde 1908 von Lidiya Petrovna Tseraskaya (W. Ceraski) in Moskau entdeckt. Es handelt sich um ein kataklysmisch veränderliches Doppelsternsystem, bestehend aus einem Roten Zwerg und einem Weißen Zwerg im Sternbild Großer Bär. Das System wurde als Zwergnova klassifiziert, ist hinsichtlich Aufbau und Zusammensetzung den Subtypen U Geminorum, SS Cygni und Z Camelopardalis ähnlich und bildet den Prototyp der sogenannten SU-Ursae-Majoris-Sterne.

## Beobachtungen
Es wird angenommen, dass die beobachteten Eruptionen das Ergebnis von Dichteschwankungen innerhalb der Akkretionsscheibe sind, die den Weißen Zwerg umgibt. Zusätzlich zum Auftreten normaler Zwergnova-Ausbrüche (die aus der Ruhephase um 2 bis 6 Magnituden ansteigen und zwischen 1 und 3 Tagen andauern) zeigt SU UMa auch Superausbrüche.
Superausbrüche treten seltener als normale Ausbrüche auf, dauern 10 bis 18 Tage und können um mindestens 1m an Helligkeit zunehmen. Der Beginn eines Supermaximums kann nicht vom Beginn eines normalen Ausbruchs unterschieden werden, während des Ausbruchs werden kleine periodische Schwankungen sogenannte Superhumps in der Größenordnung von mehreren Zehntel einer Magnitude beobachtet. Das Einzigartige an diesen Superhumps ist ihre Periodendauer, die 2 bis 3 % länger als die Umlaufzeit des Systems ist. Durch Beobachtung der Superhumps kann daher die Umlaufzeit des Systems ermittelt werden. Bei fast allen SU-Ursae-Majoris-Sternen wurden Umlaufzeiten von weniger als 2 Stunden ermittelt.
SU Ursae Majoris ist eine ergiebige Quelle für Beobachtungen, da ihre Helligkeitsschwankungen in kurzen Zeitspannen auftreten. Die normalen Ausbrüche treten alle 11 bis 17 Tage und die Superausbrüche alle 153 bis 260 Tage auf. Die Veränderungen in der sichtbaren Helligkeit erstrecken sich typischerweise von einem Minimum von 16m bis zu 10,8m bei Supermaxima und können in der nördlichen Hemisphäre ganzjährig mit Teleskopen ab einem Objektivdurchmesser von ca. 150 mm (6 Zoll) beobachtet werden.
Da die charakteristischen Merkmale der SU-Ursae-Majoris-Sterne, normale Ausbrüche, Superausbrüche und Superhumps sind, war es eine interessante Feststellung, dass SU Ursae Majoris als Prototyp dieser Untergruppe in den frühen 1980er Jahren fast drei Jahre lang kein solches Verhalten zeigte. Ein ähnliches Paradoxon, in dem kein Superausbruch festgestellt wurde, trat zwischen April 1990 und Juli 1991 auf. Damit kam die Frage auf, ob dieses System überhaupt zur SU-Ursae-Majoris-Klassifikation gehörte.

## Normale Ausbrüche
Es werden zwei konkurrierende Theorien als Erklärung für die Ausbrüche vorgeschlagen.
- Mass-Transfer Burst Model:

dabei ist der Ausbruch das Ergebnis eines plötzlichen Anstiegs des Massentransfers von Seiten des Begleiters. Ein solcher Anstieg kann durch eine Instabilität in der Atmosphäre des Hauptreihensterns ausgelöst werden. Der plötzliche Massentransfer kann dann dazu führen, dass die Akkretionsscheibe kollabiert und in dessen Folge die angesammelte Materie verstärkt auf den Weißen Zwerg transferiert wird. was zu einem sprunghaften Anstieg der Helligkeit des Systems führt.
- Disc Instability Model:

die Akkretionsscheibe pendelt zwischen zwei Zuständen (als Ursache wird die Magnetorotationsinstabilität angenommen).
Ein Zustand mit hoher Viskosität, hoher innerer Reibung und hoher Akkretionsrate (> ca. 10−7 M☉/Jahr) in diesem Fall heizt sich die Scheibe aufgrund der hohen Viskosität auf, was zu einem starken Anstieg der elektromagnetischen Strahlung führt, und einem Zustand mit niedriger Viskosität und niedriger Akkretionsrate. Die Viskosität des Materials in der Scheibe ändert sich zwischen den beiden Zuständen um einen Faktor 10.
Mit Hilfe dieses Models lassen sich die Eruptionen recht gut beschreiben, bisher ist jedoch für die plötzliche Änderung der Viskosität keine physikalische Ursache bekannt.

## Superausbrüche und Superhumps
Während angenommen wird, dass die bei SU Ursae Majoris beobachteten normalen Ausbrüche, den Ausbrüchen des U Geminorum/SS-Cygni-Stern-Typs ähneln, können Superausbrüche durch mindestens drei mögliche Mechanismen beschrieben werden:
- das verbesserte Massentransfermodell,
- das thermische Grenzzyklusmodell
- das thermisch-gravitative Instabilitätsmodell[6]

Im Falle des letztgenannten Modells werden sowohl die normalen Ausbrüche als auch die Superausbrüche von einer Instabilität der Akkretionsscheibe bestimmt. Zu der thermischen Instabilität addiert sich noch eine Gezeiteninstabilität, bei der sich der Scheibenradius bis zu einem kritischen Punkt ausdehnt und eine 3:1 Resonanz entstehen lässt. Daraus resultiert dann ein weiterer Superausbruch, wodurch die Akkretionsscheibe wieder ihre ursprüngliche Größe erlangt.
Das Auftreten von Superhumps wird nur während Superausbrüchen beobachtet, es liegt daher die Vermutung nahe, dass diese einen natürlichen Zusammenhang haben. Superhumps können bis zu 30 % der gesamten Lichtleistung ausmachen, und damit einen erheblichen Beitrag zur Gesamthelligkeit des Systems leisten. Sie treten etwa einen Tag nach dem Beginn eines Superausbruchs auf und zeigen eine abnehmende Amplitude während der Superausbruch zu Ende geht. Superhumps werden auch mit dem thermisch-gravitativen Instabilitätsmodell beschrieben und sind vermutlich das Ergebnis einer exzentrischen Akkretionsscheibe. Das Auftreten der Schwankungen ist unabhängig von der Neigung des Systems zum Beobachter, da dieser Aspekt nicht auf einen Orbitaleffekt zurückzuführen ist.